# Modrozeleni duhan
Modrozeleni duhan (lat. Nicotiana glauca) je vrsta biljke duhana. Raste kao drvo.
Domovina ove vrste je Južna Amerika, a odatle se raširila diljem svijeta. Česta je kao korov koji raste uz cestu na jugozapadu SAD-a, a u Kaliforniji ju smatraju invazivnom vrstom u staništima domaćih vrsta.
Ova vrsta se uzgaja i kao ukrasna biljka. Razmnožava se sjemenski, a cvjeta nakon dva mjeseca.

## Modrozeleni duhan u Hrvatskoj
Južnoamerička vrsta Nicotiana glauca, invazivna je u zapadnom Sredozemlju i po prvi put je pronađena na četiri lokaliteta u Hrvatskoj. Prvi lokalitet otkriven je 1977. godine na otoku Lokrumu, ali je dosad bio zanemaren, drugi u Komiži na otoku Visu, treći u gradu Splitu i četvrti u gradu Dubrovniku. Novootkrivena N. glauca je drvenasta višegodišnja vrsta, dok su druge dvije vrste Nicotiana koje se javljaju u Hrvatskoj, N. tabacum L. i N. rustica L., jednogodišnje zeljaste biljke.

## Vanjske poveznice
- Botanix-magazin o biljkama i vrtlarstvu
- Nicotiana glauca Graham (Solanaceae), a new invasive plant in Croatia